# آکواباگ (نیویورک)
آکواباگ (به انگلیسی: Aquebogue) یک منطقهٔ مسکونی در ایالات متحده آمریکا است که در شهرستان سافک، نیویورک واقع شده‌است. آکواباگ ۱۰٫۱ کیلومتر مربع مساحت و ۲٬۴۳۸ نفر جمعیت دارد و ۱۲ متر بالاتر از سطح دریا واقع شده‌است.